# Якубова, Аполлинария Александровна
Аполлинария Александровна Якубова (по мужу Тахтарева; 7 октября 1869 с. Никольское, Грязовецкий уезд, Вологодская губерния, Российская империя — 1917, дер. Стирсудден, Выборгская губерния, Княжество Финляндское, Российская республика) — русская революционерка, член петербургского «Союза борьбы за освобождение рабочего класса» и РСДРП, социал-демократка, переводчица, писательница.

## Биография
Родилась в семье потомственного православного священника, настоятеля Николаевской Побережской церкви Грязовецкого уезда Вологодской епархии Александра Алексеевича Якубова (1842—1922) и его супруги, дочери священника Калисфении Иринеевны (урождённой Сперанской; 1849 — ?). В семье воспитывалось пятеро детей, Аполлинария была вторым ребёнком в семье. 16 декабря 1898 года священник Александр Якубов решением епархиального начальства был определён на протоиерейскую вакансию в Верховажский Успенский собор, а 20 декабря возведен в сан протоиерея. Семья переехала в с. Верховажье Вельского уезда Вологодской губернии.
В 1887 году окончила Вологодскую гимназию с золотой медалью. После окончания гимназии работала учительницей в Вологде.

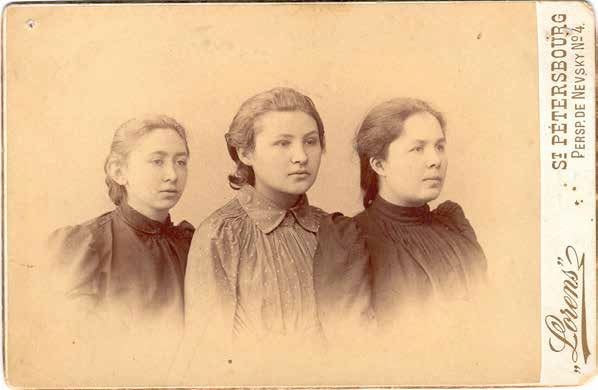
Е. К. Агринская, А. А. Якубова и З. П. Невзорова, 1893 г.

В 1890—1894 года получала образование на физико-математическом отделении Высших женских (Бестужевских) курсов в Санкт-Петербурге.
Во время обучения познакомилась с однокурсницей Ольгой Ульяновой, а затем и с братом Ольги Владимиром Ульяновым. Увлёкшись социалистическими идеями, вошла в круг революционной молодежи.
Участвовала в создании и работе петербургского «Союза борьбы за освобождение рабочего класса».
В 1894—1895 годы вела практические занятия по агрономической химии на Высших женских курсах.
В 1894—1896 и в 1905—1908 гг. преподавала в Корниловской школе для рабочих (Смоленские воскресные классы) на Шлиссельбургском тракте за Невской заставой. Подружилась с молодой учительницей Надеждой Крупской и ввела её в круг социалистов.
В 1895—1896 гг. петербургский «Союз борьбы за освобождение рабочего класса» был разгромлен, руководители и активные члены организации арестованы и сосланы.
В 1897—1898 оставшаяся на свободе Якубова вместе с К. М. Тахтаревым участвовала в работе «Союза борьбы за освобождение рабочего класса».
В 1897—1902 редактировала вместе с К. М. Тахтаревым газету экономистов «Рабочая мысль».
В 1898 году арестована и сослана в ссылку на 4 года — в с. Казачинское Енисейской губернии. В 1899 году совершила побег с места ссылки за границу с помощью К. М. Тахтарева, за которого в эмиграции вышла замуж.
В 1899—1905 гг. проживала в Лондоне (Англия), была заграничным представителем петербургской группы «Рабочая мысль». Организовала вместе с К. М. Тахтаревым Русское лекторское бюро, которое проводило еженедельные лекции в Уайтчепеле по общественно-политическим вопросам.
В 1900 году от группы «Рабочая мысль» участвовала на съезде русских заграничных социал-демократических групп в Женеве, кончившимся разрывом между группой «Освобождение труда» и «экономистами», к которым принадлежала Якубова.
С 1902 по 1911 год состояла в переписке с В. И. Ульяновым (Лениным).
В 1903 году делегат (с совещательным голосом) II-го съезда РСДРП. Сторонник принципов «широкой демократии» в партии, отрицала жесткий ленинский централизм. По ряду вопросов в повестке съезда близка к меньшевикам.
После 1905 года отошла от активной политической деятельности. Вернулась из-за границы после объявленной амнистии, и продолжила преподавание в школе для рабочих.

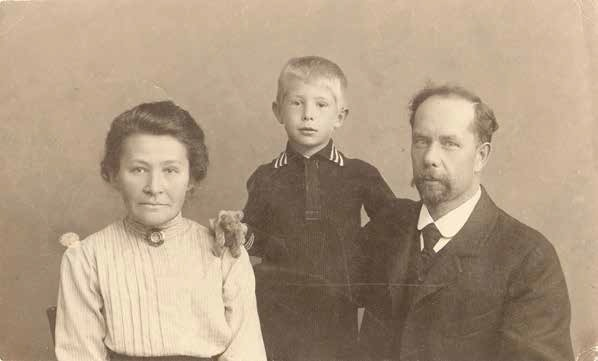
Семья А. А. Якубовой, 1913 год.

В 1909—1910 проживала в Финляндии, Жила на даче у Н. М. Книповича. Тяжело болела туберкулёзом.
Умерла в 1917 году в Стирсуддене, на даче у Книповича.

## Семья
- Муж — Константин Михайлович Тахтарев
  - Сын  — Михаил (26.05.1907 - 31.01.1942) - младший лейтенант РККА, погиб во время Великой Отечественной войны.

## Литературные труды
- Тахтарева А. «Как летают люди» изд. О. Н. Поповой, СПб. 1912, Л. 1924.
- Фрэнк Джордж Карпентер. «Поездка по Северной Америке» (1898) перевод с англ. и дополнение А. Тахтаревой, СПб.1909
- В сборнике «На море и на земле: Географические рассказы», вып.3 (М.,1912) — «Пешком по горной Швейцарии. Из путевых впечатлений»[5]
- и другое.

## Мнение историков
Аполлинария Якубова считается первой любовью В. И. Ленина.
Роберт Пейн: 
Незадолго до того, как Ленина арестовали, в 1895 году, он сделал ей [Аполлинарии Якубовой] предложение, а потом из тюремной камеры написал письмо, в котором просил Аполлинарию и Крупскую прийти на Шпалерную улицу и постоять за воротами тюрьмы, чтобы он мог хоть мельком увидеть их в окошко, когда его будут вести из камеры во двор на прогулку. Окошко было в коридоре, и оно выходило на Шпалерную улицу. Более четверти века спустя Крупская описала этот эпизод. В простодушии своем она говорит: «Аполлинария почему-то не могла пойти», и ей пришлось одной совершить это долгое бдение на улице под стенами тюрьмы. Отсутствие Аполлинарии совершенно понятно: обдумав сделанное Лениным предложение, она решила его отвергнуть.
А. И. Ульянова:
Помню, как в день освобождения (из тюрьмы) брата [Владимира Ильича Ленина (Ульянова)] в нашу с матерью комнату прибежала и расцеловала его, смеясь и плача одновременно, т. Якубова.
.
Луис Фишер: 
Есть веские основания думать — хотя документальных свидетельств этому нет, что до встречи с Крупской, Ленин неудачно сватался к Аполлинарии Якубовой, тоже учительнице и марксистке, подруге Крупской по вечерне-воскресной школе для рабочих.
Аполлинария Якубова отвергла сватовство Ленина, выйдя замуж за профессора К. М. Тахтарева, редактора революционного журнала «Рабочая мысль». Разочарованный, Ленин стал ухаживать за Крупской и победил её сердце.
Д. А. Волкогонов:
Какое-то время Ульянов и Якубова поддерживали письменную связь, особенно после того, как Ленин оказался в Мюнхене, а Аполлинария в Лондоне. Переписка, судя по публикациям, была весьма революционной. Правда, Ульянов между делом упомянул Аполлинарии об их «старой дружбе». Впрочем, Ленин и Якубова на своём жизненном пути ещё не раз встречались. и в частности в Лондоне.